# Teddeus Guo Yingong
Teddeus Guo Yingong (auch Thaddeus Guo Yingong; * 1. Mai 1917 in Xubao; † 4. Januar 2005 in Datong) war Bischof der römisch-katholischen Diözese Datong in der chinesischen Provinz Shanxi.

## Leben
Teddeus Guo Yingong wurde 1917 in Xibu im Verwaltungsdistrikt Datong geboren. Das Sakrament der Taufe empfing der Sohn einer nichtkatholischen Familie im Alter von 12 Jahren. Als er 16 Jahre alt war, trat er in das Kleine Seminar in Xiwanzi (in der chinesischen Provinz Hebei) ein und studierte ab 1939 am Priesterseminar Suiyuan (Hohhot) Philosophie. Sein Theologiestudium schloss er am Priesterseminar in Datong ab und empfing am 4. August 1946 die Priesterweihe.
Während der Kulturrevolution (1966–1976) verbrachte er 13 Jahre in Arbeitslagern. Später leitete er als erster Rektor das Priesterseminar in Schanxi (Taiyuan). Am 8. Juli 1990 wurde er zum Bischof der Diözese Datong geweiht.
Während seiner Zeit als Bischof gründete er die Kongregation der „Schwestern vom Heiligen Herzen“, die erste Schwesternkongregation der Diözese Datong.
Der Bischof wurde am 12. Januar auf dem Friedhof der Kathedrale von Datong beigesetzt.